# Clona (telenovelă)
Clona (O Clone) este o telenovelă braziliană produs și expus la ora 20 de ore de Rede Globo, între 1 octombrie 2001 și 14 iunie 2002, în 221 de capitole,  înlocuind Porto dos Milagres și înlocuindu-l cu Esperança. Difuzată în România de canalul Acasă TV.
Scris de Glória Perez, regia Teresa Lampreia și Marcelo Travesso, direcția generală a lui Jayme Monjardim, Mário Márcio Bandarra și Marcos Schechtman și direcția de bază Monjardim.
A fost aleasă de ziarul spaniol de 20 minute ca cea mai bună telenovelă braziliană și una dintre cele mai bune cincizeci de cele mai multe ori de către Portal Terra.

## Distribuție
| Murilo Benício         | Lucas Ferraz / Diogo Ferraz / Edvaldo Leandro da Silva Ferraz (Léo) |
| Giovanna Antonelli     | Jade Rachid                                                         |
| Vera Fischer           | Yvete Simas Ferraz                                                  |
| Reginaldo Faria        | Leônidas Ferraz (Leãozinho)                                         |
| Daniela Escobar        | Maysa Ferraz                                                        |
| Adriana Lessa          | Deusa da Silva                                                      |
| Neuza Borges           | Dalva                                                               |
| Jandira Martini        | Zoraide                                                             |
| Marcello Novaes        | Xande (Alexandre Cordeiro)                                          |
| Marcos Frota           | Escobar                                                             |
| Beth Goulart           | Lidiane Valverde                                                    |
| Cissa Guimarães        | Clarice                                                             |
| Victor Fasano          | Otávio Valverde (Tavinho)                                           |
| Débora Falabella       | Mel Ferraz                                                          |
| Luciano Szafir         | Zein                                                                |
| Guilherme Karan        | Raposão                                                             |
| Eri Johnson            | Ligeirinho                                                          |
| Myrian Rios            | Anita                                                               |
| Totia Meireles         | Laurinda                                                            |
| Murilo Grossi          | Júlio                                                               |
| Nívea Stelmann         | Ranya Rachid                                                        |
| Raul Gazolla           | Miro                                                                |
| Thaís Fersoza          | Telma Valverde (Telminha)                                           |
| Françoise Forton       | Simone                                                              |
| Sérgio Marone          | Cecéu                                                               |
| Juliana Paes           | Karla                                                               |
| Thiago Fragoso         | Nando Escobar                                                       |
| Elizângela             | Noêmia                                                              |
| Sthefany Brito         | Samira El Adib Rachid                                               |
| Thiago Oliveira        | Amin El Adib Rachid                                                 |
| Carla Diaz             | Khadija Rachid                                                      |
| Carolina Macieira      | Sumaya Rachid                                                       |
| Perry Salles           | Mustafá Rachid                                                      |
| Solange Couto          | Dona Jura Cordeiro                                                  |
| Thalma de Freitas      | Carol                                                               |
| Mara Manzan            | Odete                                                               |
| Sílvio Guindane        | Basílio                                                             |
| Marcelo Brou           | Pitoco                                                              |
| Tânia Alves            | Norma                                                               |
| Christiana Kalache     | Aninha                                                              |
| Jayme Periard          | Rogê                                                                |
| Antônio Pitanga        | Tião                                                                |
| Viviane Victorette     | Regina da Costa (Regininha)                                         |
| Michelle Franco        | Michelle                                                            |
| Milena Paula           | Milena                                                              |
| Ingra Liberato         | Amina                                                               |
| Eduardo Martini        | Cotia                                                               |
| Eduardo Canuto         | Gasolina                                                            |
| Luá Ubacker            | Duda                                                                |
| Aimée Ubacker          | Aimée                                                               |
| Maria João Bastos      | Amália                                                              |
| Dalton Vigh            | Said Rachid                                                         |
| Adressa Koetz          | Soninha                                                             |
| Antonio Calloni        | Mohamed Rachid                                                      |
| Osmar Prado            | Lobato                                                              |
| Sebastião Vasconcellos | Tio Abdul Rachid                                                    |
| Roberto Bonfim         | Edvaldo                                                             |
| Ruth de Souza          | Dona Mocinha da Silva                                               |
| Letícia Sabatella      | Latiffa El Adib Rachid                                              |
| Nívea Maria            | Edna Albieri                                                        |
| Cristiana Oliveira     | Alicinha (Alice Maria Ferreira das Neves)                           |
| Eliane Giardini        | Nazira Rachid                                                       |
| Léa Garcia             | Lola da Silva                                                       |
| Juca de Oliveira       | Augusto Albieri                                                     |
| Stênio Garcia          | Ali El Adib                                                         |
| Francisco Cuoco        | Padre Matiolli                                                      |